# Będzin
Będzin là một thị trấn thuộc huyện Będziński, tỉnh Śląskie ở nam Ba Lan. Thị trấn có diện tích 37 km². Đến ngày 1 tháng 1 năm 2011, dân số của thị trấn là 58584 người và mật độ 1568 người/km².